# Planet of the Ood
"Planet of the Ood" (KBS 방영 제목: 〈우드의 행성〉)는 영국의 SF 드라마 《닥터 후》 시리즈 4의 세번째 에피소드이다. 2008년 4월 17일 BBC One에서 처음으로 방영되었다. 시즌 2 "The Impossible Planet"과 "The Satan Pit"에서 모습을 비췄던 우드 종족이 주인공으로 다시 한번 다뤄진다.
에피소드 제목과 마찬가지로 서기 4126년 우드 행성을 무대로 하고 있다. 닥터 (데이비드 테넌트)와 동행자 도나 노블 (캐서린 테이트)은 우드가 누군가를 기꺼이 섬기는 이유를 알아내기 위해, 우드를 시종으로 판매하는 회사인 우드 오퍼레이션을 조사한다. 그곳에서 아직 길들이지 않은 우드를 발견한 두 사람은 사실 우드를 시종으로 바꿔놓는 수술이 자행됨을 깨닫고, 우드를 자유롭게 할 방법을 찾는다. 핵심 주제로 노예제를 진지하게 다뤘다는 점에서 평론가들의 호평을 받은 에피소드이다.

## 줄거리
10대 닥터와 도나 노블은 서기 4126년의 우드 행성 (Ood-Sphere)에 도착한다. 그곳에서는 우드 오퍼레이션 (Ood Operations)이라는 회사가 우드를 시종으로 키우고 판매하고 있었다. 닥터가 도착해보니 최근 몇 주 사이 여러 직원이 살해당한 상황. 우드 코퍼레이션의 CEO인 클라인만 할펜은 닥터에게 그간 피해자가 살해된 방식이 모두 일치한다고 밝히는데, 다름아닌 우드에게 달린 구 모양의 통역기에 감전된 것이었다. 직원을 살해한 우드마다 충혈 증세를 보이고 있었는데, 말 그대로 눈이 빨간빛으로 변하는 것이었다.
행성을 둘러보던 도나는 우드들이 시종이 아니라 노예처럼 굴려지고 있다는 사실에 질색하는 또 한편으로 우드에게 연민을 느낀다. 닥터 역시 그 어떤 종족이든 처음부터 시종 노릇을 위해 진화할 수는 없다고 밝히며 우드의 숨겨진 사연에 관심을 보인다. 계속해서 공장 내부를 둘러보던 닥터와 도나는 아직 길들여지지 않은 듯한 우드 한 무리가 다함께 노래를 부르고 있는 것을 발견한다. 그들은 일괄적인 통역기 대신, 자기 정체성을 부여하는 '두뇌'를 들고 다니고 있었다. 우드에게 원래부터 달려 있던 이 두뇌를 인간들이 제거하여 통역기로 바꿔 달면 순종적인 우드로 태어나게 되는 것이었다. 때마침 들이닥친 할펜과 우드 오퍼레이션의 보안병력. 닥터는 할펜에게 이런 식으로 우드의 뇌를 제거하는 것이 어딨느냐고 따진다. 하지만 결국 닥터와 도나는 보안병력에게 체포되고 만다.
그러던 갑자기 행성 내 모든 우드가 충혈 증세를 보이고, 시설 내 경호원들을 공격하며 거대한 혁명에 나선다. 닥터와 도나는 우드에게 감전사할 위기에 처했다가 가까쓰로 자신들과 같은 편임을 확인시킨다. 우드의 도움으로 탈출한 두 사람은 할펜을 따라가 잠겨진 창고에 들어서게 되는데, 그곳에는 거대한 두뇌가 있었다. 그 두뇌는 다름아닌 우드의 집단 정신으로, 원형으로 설치된 첨탑과 거기서 나오는 힘의 장막 속에 갇혀 우드의 두뇌가 통제되고 있었던 것이었다. 할펜은 두뇌를 아예 죽이고 나아가 우드 전체를 몰살시키기로 마음 먹지만, 닥터와 도나, 라이더 박사의 제지로 실패한다. 그 과정에서 라이더 박사는 사실 '우드의 친구'라는 행동단체의 활동가로 회사에 조금씩 잠입해, 첨탑에 접근하여 장막의 세기를 낮춰 우드의 정신이 깨어나도록 일조한 장본인이었다. 배신감에 분노를 감추지 못한 할펜은 라이더 박사를 두뇌로 밀어넣어 살해한다. 그러나 할펜의 개인 시종인 우드 시그마가, 할펜이 챙겨 마시던 발모제를 바꿔치기하여 할펜을 조금씩 우드로 바꿔버리고 있었고, 결국 할펜은 한 마리의 우드로 변해버린다. 우드 시그마는 닥터와 도나에게 자신이 헬펜을 잘 돌보겠다고 말한다.
닥터는 첨탑의 전원을 내려 우드를 자유롭게 풀어주고, 모든 우드 텔레파시 집단정신을 통해 노래할 수 있게 해준다. 우드의 노래는 저 은하 너머로까지 울려 퍼지고, 그 노래를 들은 인간들은 우드 시종들을 우드 행성으로 돌려보내기로 한다. 닥터와 도나가 떠날 준비를 하자 우드 시그마는 우드의 노래에 "닥터도나" (Doctor-Donna)를 넣어 부르리라 맹세한다. 그러면서 닥터의 노래가 머지않아 끝을 맞이할 것이라는 말을 남긴다.

### 다른 에피소드와의 연관성
작중 우드의 눈이 붉게 변하는 현상은 그 우드가 누군가에게 정신적으로 지배당하고 있다는 설정으로 설명되는데, 이는 시즌 2의 "The Impossible Planet"과 "The Satan Pit"에서도 나왔던 설정으로 여기서는 야수의 지배를 받고 있었다. 이번 에피소드에서는 우드를 통제하는 거대한 우드 뇌의 텔레파시 연결로 인해 눈이 붉게 되었다는 설정이다.
우드의 행성은 올드 시즌 시리얼인 〈The Sensorites〉(1964년)에서의 무대로 등장하는 센스스피어 (Sense-Sphere)와 똑같은 행성계에 있는 것으로 묘사된다. 또 센서라이트 종족과 우드 종족은 생긴 것도, 정신적으로도 닮아 있다.